# Grosvenor Bridge
Grosvenor Bridge, även ofta kallad Victoria Railway Bridge, är en järnvägsbro över floden Themsen i London. Denna tio spår breda bro finns mellan Vauxhall Bridge och Chelsea Bridge och betjänar Victoria Station. Bron togs i bruk 1967, efter att den tidigare bron – Victoria Bridge – börjat monterats ner fyra år tidigare.

## Historik

### Förhistoria (Victoria Bridge)
Föregångaren Victoria Bridge byggdes i två etapper, åren 1859–1860 och 1865–1866. Den var då den första järnvägsbron över Themsen i Londonområdet och fungerade som en bro med två järnvägsspår med varierande spårvidd. Konstruktör var Sir John Fowler.
Victoria Bridge betjänade tåg från bolagen Great Western, London Brighton & South Coast samt London Chatham & Dover – alla till och från Victoria Station. De fyra brospannen var vardera 53,3 meter vida, konstruerade i segment av smidesjärn.
1865 inleddes arbetet med en ny struktur direkt intill östsidan av Fowlers brobygge. Denna parallella konstruktion, konstruerad av bolaget Sir Charles Fox & Son, utökade mängden spår från två till sju. Även denna bro var av smidesjärn, och den kopierade den förra brons profil.
Tidigt 1900-tal användes samma formel i bygget av ytterligare en parallell bro över Themsen, denna gång en bro av stål på västsidan av Fowlers bro. Slutresultatet var två ytterligare spår (sammanlagt nio), när denna bro var färdigställd 1907.

### Dagens bro
I mitten av 1900-talet hade ovanstående brobyggen börjat förfalla, och de trafikerades av tåg med större boggitryck än brospannen var avsedda för. Därför planerades en ersättare, för att bättre klara av trycket och slitaget från tågtrafiken till och från Victoria Station. Denna, den nuvarande Grosvenor Bridge, konstruerades också den i etapper med början 1963. Av estetiska, tekniska och praktiska skäl behöll man den ursprunga profilen med fyra brospann.
Den nuvarande bron byggdes under åren fram till 1967, under det att i princip all metall från de ursprungliga brobyggen byttes ut. Under tiden lades även ett tionde järnvägsspår till, utöver de övriga nio; den lades ut på en sträcka som tidigare använts för gasledningar. För att minimera trafikstörningar, bytte man ut ett spår i taget. Bolaget som skötte ombyggnaden denna gång var Freeman Fox & Partners, med A.H. Cantrell som ansvarig projektledare. Cantrell var huvudingenjör vid British Rails södra region.
Den nya bron sades 1968 vara den mest trafikerade järnvägsbron i världen, med cirka 1 000 tågpassager per dag.